# Scole
Scole är en ort och civil parish i Storbritannien.   Den ligger i grevskapet Norfolk och riksdelen England, i den sydöstra delen av landet, 130 km nordost om huvudstaden London. Scole ligger 30 meter över havet och antalet invånare är 1 339.
Terrängen runt Scole är mycket platt. Runt Scole är det ganska tätbefolkat, med 104 invånare per kvadratkilometer. Närmaste större samhälle är Diss, 3,4 km väster om Scole. Trakten runt Scole består till största delen av jordbruksmark.